# Grace Kelly
Grace Kelly, születési nevén Gracia Patricia Kelly (Philadelphia, 1929. november 12. – Monte-Carlo, 1982. szeptember 14.), Oscar-díjas amerikai színésznő, akit 1956. április 18-án feleségül vett III. Rainier, Monaco uralkodó hercege. Az uralkodói család tagjaként a Grácia hercegné nevet viselte, s lett a jelenlegi uralkodó, II. Albert monacói herceg édesanyja. Ő volt a második, színésznőből lett monacói hercegné, Ghislaine Dommanget után.

## Család
Grace Kelly Philadelphiában született, az ír-amerikai idősebb John Brendan Kelly és a német származású Margaret Katherine Maier Kelly gyermekeként. Szigorú római katolikus neveltetésben részesült. Nevét apja korán elhunyt nővéréről kapta. Családja országszerte népszerű és ismert volt. Apja önerőből lett milliomos, evezősként három olimpiai aranyérmet nyert, és politikailag is aktív volt. Grace Kelly bátyja, ifjabb John Brendan Kelly szintén elismert evezős volt, aki az 1956. évi nyári olimpiai játékokon nyert bronzérmét adta húgának esküvői ajándékként. A kislány Grace katolikus nevelést kapott, korán elkezdett balettezni, és színésziskolába járt. Szülei tőle várták a legkevesebbet, apja mindig is Grace nővérében, Peggyben látta a reményt. Grace-t a családban „rút kiskacsának”, vagy egyszerűen csak „kis vakaréknak” nevezték.
Testvérei:
- Margaret Katherine (Peggy), 1925. június 13. - 1991. november 23.
- ifjabb John Brendan (Kell), 1927. május 24. - 1985. május 2.
- Elizabeth Anne (Lizanne), 1933. június 25. - 2009. november 24.

## Karrier
Családja rosszallása ellenére Grace Kelly mindenképpen színésznő szeretett volna lenni, és Hollywoodba költözött. Pályája modellkedéssel indult, majd 22 évesen szerepelt első, Fourteen Hours („Tizennégy óra”, 1951) című filmjében. Ezután következett a Délidő (1952), majd a Mogambo (1953), ami a kenyai dzsungelben játszódik, és egy szerelmi háromszögről szól Grace Kelly, Clark Gable és Ava Gardner között. Gable és Kelly között a kamerák mögött is folytatódott a viszony, melyet Kelly így kommentált: „Mi mást tehet az ember lánya, ha egyedül van egy sátorban Afrika közepén Clark Gable-lel?”
A filmben játszott szerepért a legjobb női mellékszereplő  kategóriában Oscar-díjra jelölték, de azt végül Donna Reed kapta a Most és mindörökkében játszott szerepéért.
Alfred Hitchcock három filmjében is szerepelt, a Gyilkosság telefonhívásra, a Hátsó ablak és a Fogjunk tolvajt! címűekben. 1955-ben megkapta a legjobb női főszereplő Oscar-díját a Vidéki lány-ban nyújtott alakításáért. Utolsó filmje a Felső tízezer (1956) volt. Esküvője után még többször megkeresték filmszerepekkel (például Alfred Hitchcock a Marnie címszerepével), ám Rainier herceg és Monaco népe ellenezte a további filmezést.

## Találkozás a monacói herceggel
Grace Kelly életében a legnagyobb változást a monacói herceggel történt megismerkedése jelentette. 1955. április 5-én került sor a herceg és Grace találkozójára. Egész Franciaországban áramkimaradás volt egy sztrájk miatt, a cannes-i Carlton Hotel is áram nélkül maradt. Grace lezuhanyzott, hajat mosott, de a hajszárító nem működött. A szobalány nem tudta kivasalni Grace ez alkalomra készített ruháját, egy rózsaszín-bézs kosztümöt. Ugyanakkor Grace szobájában megszólalt a telefon: a Paris Match fotósai az előszobában vártak rá. Kelly letette a kagylót. A következő híváskor azzal fenyegetőzött, hogy kiköltözik a szállodából. Szerencsére azonban ott voltak a barátok: Rupert Allan a Look divatmagazin kiadója azon nyomban nekilátott, hogy megnyugtassa a felháborodott filmcsillagot.
Végül is ő hívta meg Grace-t Cannes-ba, hogy cikket készítsen a herceggel való találkozásáról. Grace volt a lap sikerének garanciája: minden alkalommal, amikor képe egy amerikai magazin címlapján szerepelt, megugrott az eladott példányok száma. De ezen a bizonyos napon nem lehetett szót érteni Grace-szel. „Megtanulok-e valaha is nemet mondani?” - mérgelődött. A helyzetet egy bizonyos Miss Gladys mentette meg, az MGM marketingfelelőse. Kerített egy művirág koszorút, ami eltakarta Grace zilált frizuráját. Kelly az eredetileg felvenni készült, de összegyűrődött bézs kosztüm helyett egy rózsás mintájú, hosszú ujjú ruhát vett fel, melynek szoros felsőrésze volt, és bővülő, lágyan omló selyemszoknyája minden lépésnél suhogott. „És most így jelenjek meg az előtt a hogyishívják herceg előtt? Félelmetesen nézek ki.” - duzzogott Grace. A Cannes-ból Nizzáig vezető úton Grace továbbra is ideges volt. A herceggel délután két órára volt megbeszélve a találkozó. Mivel késésben voltak, Miss Gladys száguldott a kanyargós tengerparti úton. Monacóba érkezvén sem szakadt vége a megpróbáltatásoknak. Az a hír várta őket, hogy a herceg egy órát késni fog. A Paris Match fotósai csak nagy küzdelem árán tudták megakadályozni, hogy Grace ne forduljon azonnal sarkon. A herceg végül két órás késéssel érkezett. Grace épp ekkor készült távozni.
A színésznő már túl volt a palotalátogatáson, amivel a várakozás idejét próbálták számára kellemessé tenni. De a herceg egy szempillantás alatt úgy elvarázsolta, hogy még egyszer megtette vele a körutat. A herceg elődeiről mesélt és arról beszélt, hogyan uralkodik a törpeállamban. Az utolsó képek a palota előtti lépcsősoron készültek. A herceg és Kelly a találkozás után hosszú ideig leveleztek egymással. Grace eleinte közömbösen viselkedett a herceggel, majd jobban megismerte, és beleszeretett. A herceg decemberben úgy döntött: hivatalosan is megkéri Grace kezét. Az apa, Jack Kelly el volt ragadtatva tőle és lenyűgözte az a mesebeli lehetőség, hogy lánya egy igazi herceg felesége legyen. Az eljegyzésre 1955. decemberének végén került sor New Yorkban. Esküvőjüket 1956. április 19-ére tűzték ki.
Grace Kelly ekkor 27, míg Rainier herceg 33 éves volt.

## Hercegné

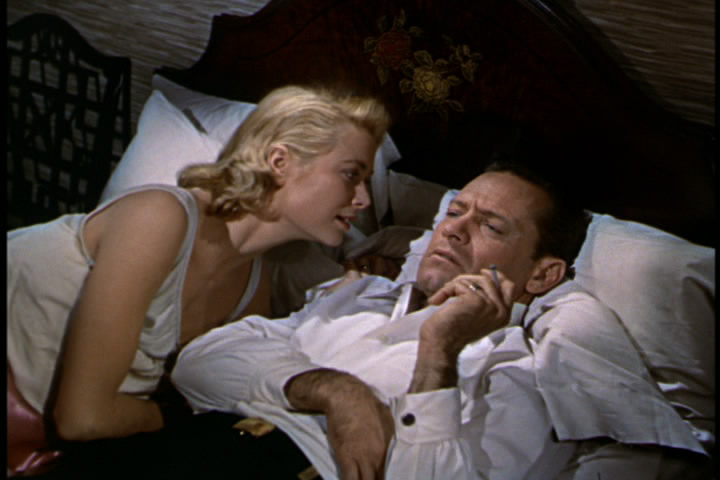
Grace Kelly és William Holden a Toko-ri hídjaiban (1954)

A hollywoodi mendemondák szerint Grace Kellynek számos kapcsolata volt a monacói herceggel kötött házassága előtt, Clark Gable-en kívül többek között Cary Granttel, David Nivennel, Bing Crosbyval, Ray Millanddel és William Holdennel. Rainier herceg korábban a francia filmsztárnak, Gisèle Pascalnak udvarolt évekig, ám szakítottak, állítólag azután, hogy a színésznőről kiderült, nem lehet gyermeke (erre mellesleg rácáfolt, miután később férjhez ment és fia született). A hercegnek viszont szüksége volt utódra a hercegi cím továbbörökítéséhez. Katolikus neveltetése és azon képessége, hogy gyerekeket szüljön, Grace Kellyt ideális jelöltté tette a hercegnéi címre. 1956 áprilisában az „évszázad mesebeli esküvőjén” a fél világ részt vett. Ez volt az első olyan esküvői szertartás, amit a tévé Európában és Amerikában is közvetített.
Kelly április 12-én érkezett az MS Constitution nevű elegáns óceánjáró fedélzetén Monacóba. Kísérete 70 személyből állt. A hajó kikötése előtt Rainier Deo Juvante II nevű hajóján sietett menyasszonya elé. Fényképészek százai örökítették meg a megérkezés minden pillanatát, forgatócsoportok helikopterei köröztek a levegőben. A filmezés jogát az MGM stúdió szerezte meg. Az esküvőről készített filmet két héten belül már a mozik is vetítették. A menyasszony csomagjainak tartalmáról a Paris Match nyolc oldalnyi képet közölt. Kelly ruhatárát Eleanor Lambert divattervező állította össze.
A polgári esküvőt 1956. április 18-án tartották a palota tróntermében. Először felolvasták a herceg mind a száznegyvenkét címét. További százharmincnégy címet Grace igenje után soroltak fel. A házassági szerződés mellett még ott volt a hozományról kötött megállapodás: kétmillió amerikai dollárban egyeztek meg. Ennek felét maga Grace fizette hollywoodi gázsijából, másik felét apja. A következő napon, április 19-én folytatódott a ceremónia a templomi esküvővel, a monacói Szent Miklós-katedrálisban. Az esküvő utáni évek viszonylagos boldogságban teltek, noha Grace egész további életében nem tudta feldolgozni, hogy a színészetet abba kellett hagynia.
A hercegi párnak három gyermeke született:
- Karolina (Caroline) monacói hercegnő (*1957)
- Albert herceg, trónörökös (*1958), 2005-től apja utódaként II. Albert néven Monaco uralkodó hercege
- Stefánia (Stephanie) monacói hercegnő (*1965)

## A végzetes baleset és halála

### A baleset
1982. szeptember 13-án Grace hercegné és lánya Stephanie a Monaco-tól északra, a francia La Turbie település közigazgatási területen található Grimaldi birtokon, a Roc Agel nyári rezidencián tartózkodtak. Grace hercegné az éjszaka után erős fejfájással ébredt. Délelőtt nem sokkal 10 óra előtt indultak vissza Monaco-ba, majd vonattal Párizsba utaztak volna tovább. Roc Agelből eredetileg sofőrrel indultak volna el, de a hercegné úgy döntött, nem lesz rá szükség, maga vezeti az autót. Ennek az volt az oka, hogy az autó hátsó üléseire ruhákat és dobozokat pakoltak, így már csak egy személynek maradt volna hely a sofőr mellett. Az 1971-es évjáratú Rover P6 3500 típusú személyautóval ketten indultak el, amelyet Grace hercegné vezetett. Francia területen, a Route de la Turbie nevű (D37) kanyargós hegyi úton vezetett lefelé az útvonal, amely már Cap-d'Ail területéhez tartozik. Az út ezen szakaszán több kanyar követi egymást, egy hajtűkanyarban azonban hiába fékezett, a Rover az éles kanyarban megcsúszott, áttörte az út menti védőfalat és többször önmagán átfordulva a lejtőn lefelé, a fákon keresztül a szakadékba zuhant. Az autó nagyjából 40 méterrel lejjebb ért földet egy ingatlan kertjében az oldalára fordulva. Az ott tartózkodó, segítségül siető két személynek sikerült az autóban keletkezett lángokat eloltani és Stephaniet a vezető oldali ajtón kiszabadítani az autóból. A Rover jobb oldala félig a földhöz zúzódott. A hercegnő eszméletlen állapotban volt és innentől kezdve a későbbiekben már nem is tért magához. Egyéb forrás szerint az első férfi odasietésekor még annyit tudott mondani, hogy mondják meg a férjének és gyerekeinek, hogy szereti őket, majd ezután nem tért már magához. Stephanie magánál volt, de ő is megsérült, enyhe agyrázkódást kapott és egy nyakcsigolyája is sérült. A helyszínre érkező mentőegységek mindkettőjüket 10 óra 30 perc körül a monacói kórházba szállították.

### Halála

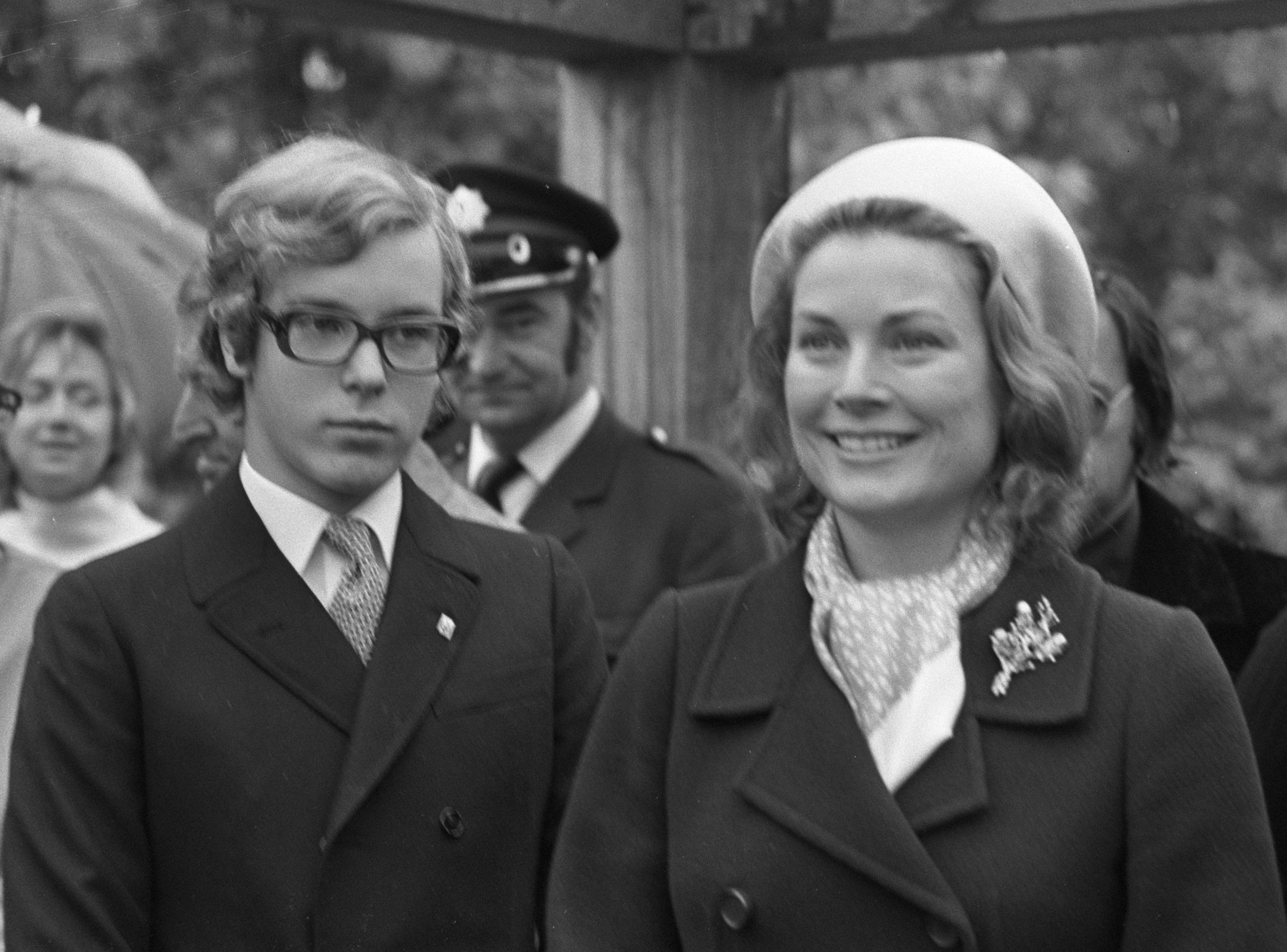
Albert herceg és Grace Kelly 1972-ben

Az első vizsgálatkor Grace hercegné sérülései sem tűntek életveszélyesnek – vagy legalább is a médiában aznap nem adták közzé –, combcsontja, kulcscsontja eltört, valamint mellkasi sérülései voltak. Ezen kívül fejsérülései is voltak. Grace Kelly első életmentő műtétje négy órát vett igénybe, el kellett állítani a belső vérzést. A koponyakárosodás súlyosságának felmérésére CT-vizsgálatot rendeltek el, azonban a kórházban akkor még nem volt CT berendezés, csak egy kisebb monacói magánklinikán, ahová átszállították. A CT vizsgálat elkészítéséig 13 óra telt el a balesetet követően. A szkenner kimutatta az agyvérzést és aznap este világossá vált, hogy milyen súlyos a helyzet. 
1982. szeptember 14-én, kedden este 10 óra 55 perckor a monacói kórházban a hercegnét levették az életfenntartó gépekről és halottnak nyilvánították. Ekkor már agyhalott volt, és nem akarták mesterségesen életben tartani. Körülbelül négyórás konzultáció után hozták meg a nehéz döntést. A döntést férje, III. Rainier herceg hozta meg, gyermekei, Caroline és II. Albert jóváhagyása mellett. Stephanie csak két nappal a baleset után értesült édesanyja haláláról.

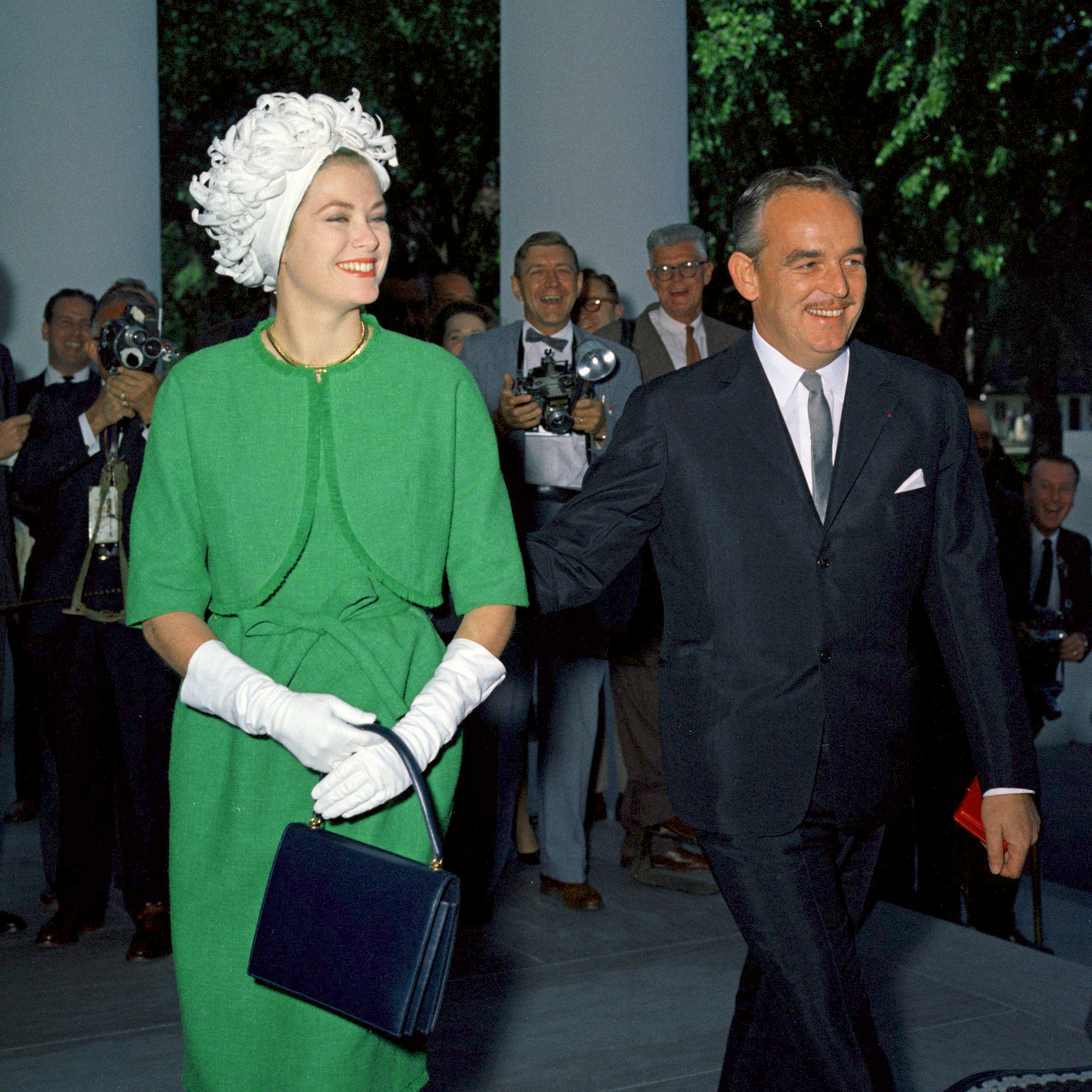
III. Rainier herceg és Grace hercegnő

### A temetés
1982. szeptember 15-én Grace hercegnő holttestét nyitott fakoporsóba helyezték, a gyászoló monacoiak az utolsó tiszteletüket ily módon le tudták róni. A hercegnét 1982. szeptember 18-án a monacói Szent Miklós (Saint Nicholas) katedrálisban, családi kriptában helyezték örök nyugalomra. A székesegyházhoz vezető lépcsőket virágcsokrokkal borították be, a királyi palotaőrség gondoskodott némi pompáról és díszletről, de nagyrészt visszafogottan zajlott a szertartás. A temetés napján Monte Carlo-ban a kaszinó és az üzletek zárva voltak. Tekintettel arra, hogy a haláleset után már a 4. napon megtörtént a szertartás, emiatt sokan, köztük filmsztárok nem tudtak részt venni rajta. Így is mintegy 400 vendég vett részt az eseményen, köztük az európai hercegi és királyi családok és kormányok képviselői. A szertartás viszonylag rövid volt, 75 percig tartott. Stephanie nem volt jelen, mert ekkor még a kórházban kezelés alatt állt.

### A balesettel kapcsolatban történt vizsgálat megállapításai
A baleset kapcsán volt olyan híresztelés, hogy az autót valójában Stephanie vezette, azonban ez a későbbiekben megcáfolásra került. Stephanie a nővérének, Caroline-nak a történtekről az alábbiakat mondta el:
„Anyu azt hajtogatta, hogy nem tudok megállni. Nem működik a fék. Nem tudok megállni. Anyu teljesen pánikba esett. Meghúztam a kéziféket, de nem akart megállni. Próbáltam, de egyszerűen nem tudtam megállítani az autót”. A vizsgálat során megállapították, hogy a kanyarban nem voltak féknyomok. Az autó későbbi műszaki vizsgálata során nem tártak fel olyan műszaki hibát, ami miatt az autó nem tudott volna fékezni. A Rover mérnökei még a helyszínre is repültek, hogy kivizsgálják a dolgot, de nem találtak meghibásodást. Az útszakaszon közlekedő autós szemtanú elmondása szerint a Rover gyorsult, nagy sebességgel száguldott. Ezen modellt kettős fékrendszerrel szerelték fel, amely a szó szoros értelmében „üzembiztos”, így ha a fékek nem hibásodtak meg, akkor nem szabad lett volna gyorsulnia.
Az esettel kapcsolatban az is elterjedt, hogy vezetés közben anya és lánya ismét vitázhatott, mivel az azt megelőző időszakban is többször volt téma közöttük Stephanie tervezett házassága Paul Belmondohoz, amit a szülei elleneztek.
A legelfogadottabb verzió szerint a hercegné vezetés közben egy kisebb sztrókot kapott, ami miatt képtelen volt a fékezésre. Azon elmélet is megjelent, hogy emiatt esetleg összekeverte a pedálokat és fék helyett a gázra lépett. Az orvosok két agyvérzést diagnosztizáltak nála, amelyek közül csak az egyiket okozta az ütközés. Ebből azt feltételezték, hogy a hercegné vezetés közben kaphatta az első agyvérzést, bár ezen esetben kérdéses maradt hogy a baleset előtti pillanatokban a lányának hogyan tudta rémületében, érthetően elmondani a fékkel kapcsolatos problémákat.

## Grace Kelly és Magyarország
Kelly egyik utolsó filmje, 1956-ban A hattyú volt, amely Molnár Ferenc regényéből készült.
Grace Kelly 1972 februárjában Budapestre érkezett az Elizabeth Taylor angol színésznő 40. születésnapja alkalmából rendezett ünnepségre.

### Könyvek
- Bradányi Iván: Grace Kelly. Egy hercegnő három élete; Artemis, Budapest, 1991 (Világsztárok életrajza)
- Bertrand Meyer-Stabley: Az igazi Grace Kelly. A monacói hercegnő regényes élete; ford. Hajós Katalin; Jószöveg Műhely, Budapest, 2004Grace Kelly sírja

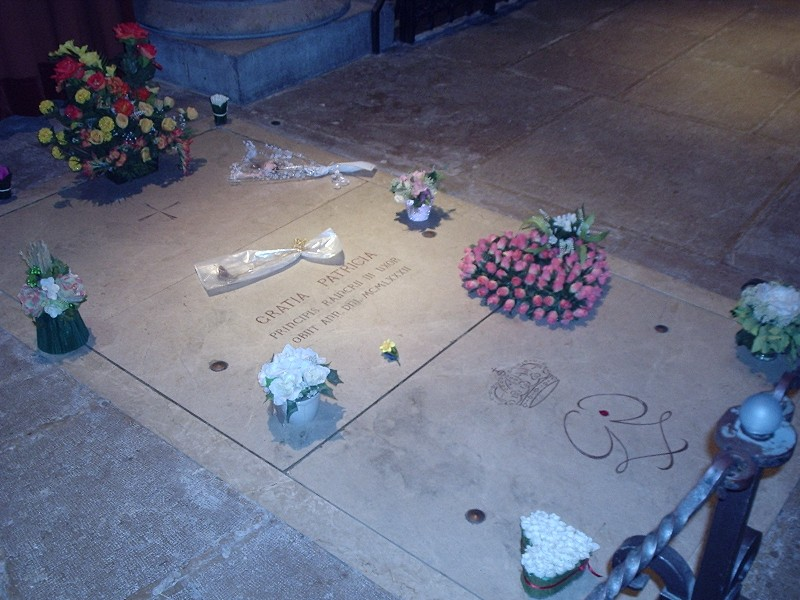
Grace Kelly sírja

- J. Randy Taraborrelli: Grace Kelly, a monacói hercegnő; ford. Reichenberger Andrea; Jokerex, Budapest, 2004
- Jeffrey Robinson: Grace, Monaco hercegnője; ford. Dobos Lídia; Gabo, Budapest, 2015 (Királyi házak)

## Emlékezete
- Sírját turisták százai keresik fel, filmjeit gyakran vetítik a tévében, valamint fia, II. Albert herceg számos kiállítást nyit meg édesanyjáról.
- 1983-ban tévéfilm készült a fiatalkoráról, Monaco előtti életéről, Grace Kelly címmel.[24]
- 1991 óta az ő nevét viseli egy kisbolygó: 9341 Gracekelly.
- Az Angliában élő libanoni énekes, Mika legismertebb dalának címe Grace Kelly, melyet 2007-ben írt.
- 2013-ban életrajzi film készült róla Grace - Monaco csillaga (Grace of Monaco) címmel.[25][26]

## Filmjei
| év   | cím                       | szerep              | díjak, jelölések |
| ---- | ------------------------- | ------------------- | --- |
| 1951 | Fourteen Hours            | Louise Ann Fuller   | |
| 1952 | Délidő                    | Amy Kane            | |
| 1953 | Mogambo                   | Linda Nordley       | Oscar-díj a legjobb női mellékszereplőnek (jelölés) Golden Globe-díj a legjobb női mellékszereplőnek (nyertes)                                                     |
| 1954 | Gyilkosság telefonhívásra | Margot Mary Wendice | BAFTA-díj a legjobb női főszereplőnek (jelölés) |
| 1954 | Hátsó ablak               | Lisa Carol Fremont  | |
| 1954 | Vidéki lány               | Georgie Elgin       | Oscar-díj a legjobb női főszereplőnek (nyertes) Golden Globe-díj a legjobb női főszereplőnek – filmdráma (nyertes) BAFTA-díj a legjobb női főszereplőnek (jelölés) |
| 1954 | Zöld tűz                  | Catherine Knowland  | |
| 1954 | Toko-Ri hídjai            | Nancy Brubaker      | |
| 1955 | Fogjunk tolvajt!          | Frances Stevens     | |
| 1956 | A hattyú (film, 1956)     | Alexandra hercegnő  | |
| 1956 | Felső tízezer (1956)      | Tracy Samantha Lord | |